# Đông Quả Cách cách
Đoan Trang Cố Luân Công chúa (chữ Hán: 端莊固倫公主, 1578 - 1652) hay còn gọi là Đông Quả Cách cách (chữ Hán: 东果格格, tiếng Mãn: ᡩᠣᠩᡤᠣ, phiên âm: Donggo), Ái Tân Giác La, là một công chúa nhà Thanh, con gái trưởng của Nỗ Nhĩ Cáp Xích.

## Cuộc đời
Đoan Trang Cố Luân Công chúa tên thật là Văn Triết (文哲), có nơi ghi chép là Nộn Triết (嫩哲), sinh vào giờ Tuất, ngày 22 tháng 2 (âm lịch), năm Minh Vạn Lịch thứ 6 (1578). Mẹ bà là Cáp Cáp Nạp Trác Thanh (Hahana-jacing), thuộc Đông Giai thị (Tunggiya), là Đại Phúc tấn của Nỗ Nhĩ Cáp Xích. Bà không chỉ là trưởng nữ, mà còn là người lớn nhất trong tất cả những người con của Nỗ Nhĩ Cáp Xích, là chị gái cùng mẹ của Chử Anh và Đại Thiện.
Tháng 4 năm Minh Vạn Lịch thứ 16 (1588), Hà Hòa Lễ dẫn đầu bộ lạc quy thuận Nỗ Nhĩ Cáp Xích. Do đó, Nỗ Nhĩ Cáp Xích liền đem hứa gả hoàng trưởng nữ cho Hà Hoà Lễ. Bởi vì chồng là thủ lĩnh của Đổng Ngạc thị (còn được gọi là Đống Ngạc, Đông Cổ hoặc Đông Quả), theo phong tục tại thời điểm đó, bà theo cách gọi nhà chồng mà xưng Đổng Ngạc Cách cách hay Đông Quả Cách cách.
Căn cứ "Thanh sơ nội quốc sử viện mãn văn đương án" ghi chép lại:
| “ | 天聰七年，皇太極率諸貝勒大臣到大貝勒住宅拜賀後，再到其姊董鄂格格宅第拜賀 天聰八年，皇太極以元旦禮詣董鄂格格家拜賀她。 . Thiên Thông thất niên, Hoàng Thái Cực suất chư Bối Lặc đại thần đáo Đại Bối Lặc trụ trạch bái hạ hậu, tái đáo kỳ tỷ Đổng Ngạc Cách cách trạch đệ bái hạ. Thiên Thông bát niên, Hoàng Thái Cực dĩ nguyên đán lễ nghệ Đổng Ngạc Cách cách gia bái hạ tha. | ” |

"Thiên Thông cửu niên đương " cũng ghi chép, năm Thiên Thông thứ 9, Hoàng Thái Cực suất lĩnh chư Bối Lặc đến trạch đệ Nộn Triết Cách cách để khấu bái, thì Nộn Triết Cách cách 
「欲答禮叩拜，汗勸止畢，行三跪九叩頭禮」

"Dục đáp lễ khấu bái, Hãn khuyến chỉ tất, hành tam quỵ cửu khấu đầu lễ" 
Năm 1636, Hoàng Thái Cực lên ngôi Hoàng đế, lấy niên hiệu là Sùng Đức, cải quốc hiệu là Đại Thanh, đổi tộc Nữ Chân thành Mãn Châu. Ông sách phong cho 7 vị công chúa trong đó 2 người chị là Văn Triết và Nhan Triết. Văn Triết được phong là Cố Luân Công chúa, và Nhan Triết được phong là Hòa Thạc Công chúa. Một số nhận định cho rằng, Nhan Triết là em gái cùng cha khác mẹ của bà, Nộn Triết Cách cách.
"Thanh nội bí thư viện Mông Cổ văn đương án hối biên hán dịch" lại ghi nhận sách văn vào năm Sùng Đức nguyên niên ngày 16 tháng 10, Hoàng Thái Cực sách phong hai vị hoàng tỷ Nan Trát Cách cách và Chiêm Trát Cách cách là quốc triều Cố Luân Công chúa.
Năm Thuận Trị thứ 9 (1652), Đổng Ngạc Cách Cách qua đời ở tuổi 75, truy hào "Đoan Trang" (端庄). "Kiến viên thiên mộ chí" được ghi lại như sau:
| “ | 「康熙癸巳年，齊錫奏准整理祖輩墓園之事，又欲與公主之墓彰立碑石。去京城取冊，見公主無號，請賜號等語。奉旨追封公主端莊號，又賜碑文。」 "Khang Hi quý tị niên, Tề Tích tấu chuẩn chỉnh lý tổ bối mộ viên chi sự, hựu dục dữ công chủ chi mộ chương lập bi thạch. Khứ kinh thành thủ sách, kiến Công Chúa vô hào, thỉnh tứ hào đẳng ngữ. Phụng chỉ truy phong Công Chúa Đoan Trang hào, hựu tứ bi văn. " | ” |

## Mộ viên
Sau khi mất, bà được an táng ở Hoàng Cô phần tại thôn Công An Bảo thuộc Tây Đại Diêu Trấn, thành phố cấp huyện Đăng Tháp, tỉnh Liêu Ninh, tức Đông A thị Mộ viên.
Mộ viên bắt đầu động công vào năm Khang Hi thứ 17 (1688), hoàn thành vào năm thứ 55 (1716). Trước tiên là kiến tạo thổ sơn, phân chia nội ngoại viên. Ngoại viên dùng gạch đất xây tường, lại thiết lập hàng rào giới hạn mộ viên. Nội viên dùng gạch đá xây tường, dài 33 mét, rộng 17 mét. Nội ngoại viên đều trồng rất nhiều cây cối. Bên trong viên xây dựng đại nha môn, phòng trực, viên môn, đình dựng bia, ngọc đài, sư tử bằng đá, lối đi giữa được lát gạch. Tổng thệ cực kì đồ sộ.
Bia của Đoan Trang Cố Luân Công chúa được lập ở Công An Bảo Mộ viên, thuộc Tây Đại Diêu trấn, thành phố cấp huyện Đăng Tháp, tục xưng "Hoàng Cô phần". Đầu Li, bệ bia hình rùa đều làm từ đá cẩm thạch trắng. Bia cao 4.3 mét, rộng 1.21 mét. Bi văn được khắc vào năm Khang Hi thứ 55, gồm cả chữ Hán và Mãn.

## Bia văn
| “                            | 國家篤念親推恩施於靡已追維令德渥典禮於方親，爾固倫公主，太祖高皇帝之女，朕之祖姑也，金枝凝秀，銀漢分祥，貞靜秉於性成柔嘉，孚乎內則，肅雝著範，曰歸勲舊之宗，賢慎宜家，聿廣閨闡之化，奄辭戚里，屢易星霜，淑儀久著於生前，令譽猶存於今，日齊錫屬在裔孫不忘祖妣，冀長新共兆域，虔籲表揚，用特沛夫恩榮俯俞，奏請靖莊賜諡，異數丕昭。鳴呼！芳型宛在，名增琬炎之光，彤管常垂，寵煥絲綸之色，用茲昭示，不亦休歟。 Quốc gia đốc niệm thân thôi ân thi vu mỹ dĩ truy duy lệnh đức ác điển lễ vu phương thân, nhĩ Cố Luân Công Chúa, Thái Tổ Cao Hoàng Đế chi nữ, trẫm chi tổ cô dã, kim chi ngưng tú, ngân hán phân tường, trinh tĩnh bỉnh vu tính thành nhu gia, phu hồ nội tắc, túc ung trứ phạm, viết quy huân cựu chi tông, hiền thận nghi gia, duật nghiễm khuê xiển chi hóa, yểm từ thích lý, lũ dịch tinh sương, thục nghi cửu trứ vu sinh tiền, lệnh dự do tồn vu kim, nhật tề tích chúc tại duệ tôn bất vong tổ tỷ, ký trường tân cộng triệu vực, kiền hu biểu dương, dụng đặc phái phu ân vinh phủ du, tấu thỉnh tĩnh trang tứ thụy, dị sổ phi chiêu. Minh hô! Phương hình uyển tại, danh tăng uyển viêm chi quang, đồng quản thường thùy, sủng hoán ti luân chi sắc, dụng tư chiêu kỳ, bất diệc hưu dư. | ” |
| — Bia văn Đồng Quả Cách Cách | |   |

## Gia đình
| \| \| \| \| \| \| \| \| \| \| \| \| \| \| \| \| \| \| \| \| Hưng Tổ Trực Hoàng đế Phúc Mãn \| \| \| \| \| \| \| \| \| \| \| \| \| \| \| \| \| \| \| \| \| \| \| \| \| \| \| \| \| \| \| \| \| \| \| \| \| \| \| \| \| \| \| \| \| \| \| \| \| \| \| \| \| \| Cảnh Tổ Dực Hoàng đế Giác Xương An \| \| \| \| \| \| \| \| \| \| \| \| \| \| \| \| \| \| \| \| \| \| \| \| \| \| \| \| \| \| \| \| \| \| \| \| \| \| \| \| \| \| \| \| \| \| \| \| \| \| \| \| \| \| Trực hoàng hậu Hỉ Tháp Lạp thị[4] \| \| \| \| \| \| \| \| \| \| \| \| \| \| \| \| \| \| \| \| \| \| \| \| \| \| \| \| \| \| \| \| \| \| \| \| \| \| \| \| \| \| \| \| \| \| \| \| \| \| \| \| \| \| Hiển Tổ Tuyên Hoàng đế Tháp Khắc Thế \| \| \| \| \| \| \| \| \| \| \| \| \| \| \| \| \| \| \| \| \| \| \| \| \| \| \| \| \| \| \| \| \| \| \| \| \| \| \| \| \| \| \| \| \| \| \| \| \| \| \| \| \| \| Dực hoàng hậu \| \| \| \| \| \| \| \| \| \| \| \| \| \| \| \| \| \| \| \| \| \| \| \| \| \| \| \| \| \| \| \| \| \| \| \| \| \| \| \| \| \| \| \| \| \| \| \| \| \| \| \| \| \| Thái tổ Cao Hoàng đế Nỗ Nhĩ Cáp Xích \| \| \| \| \| \| \| \| \| \| \| \| \| \| \| \| \| \| \| \| \| \| \| \| \| \| \| \| \| \| \| \| \| \| \| \| \| \| \| \| \| \| \| \| \| \| \| \| \| \| \| \| \| \| Đô Đốc [Tham Sát]][4] \| \| \| \| \| \| \| \| \| \| \| \| \| \| \| \| \| \| \| \| \| \| \| \| \| \| \| \| \| \| \| \| \| \| \| \| \| \| \| \| \| \| \| \| \| \| \| \| \| \| \| \| \| \| Đô đốc A Cổ \| \| \| \| \| \| \| \| \| \| \| \| \| \| \| \| \| \| \| \| \| \| \| \| \| \| \| \| \| \| \| \| \| \| \| \| \| \| \| \| \| \| \| \| \| \| \| \| \| \| \| \| \| \| Tuyên hoàng hậu Hỉ Tháp Lạp thị \| \| \| \| \| \| \| \| \| \| \| \| \| \| \| \| \| \| \| \| \| \| \| \| \| \| \| \| \| \| \| \| \| \| \| \| \| \| \| \| \| \| \| \| \| \| \| \| \| \| \| \| \| \| Đông Quả Cách Cách \| \| \| \| \| \| \| \| \| \| \| \| \| \| \| \| \| \| \| \| \| \| \| \| \| \| \| \| \| \| \| \| \| \| \| \| \| \| \| \| \| \| \| \| \| \| \| \| \| \| \| \| \| \| Tháp Mộc Ba Yến \| \| \| \| \| \| \| \| \| \| \| \| \| \| \| \| \| \| \| \| \| \| \| \| \| \| \| \| \| \| \| \| \| \| \| \| \| \| \| \| \| \| \| \| \| \| \| \| \| \| \| \| \| \| Thanh Thái Tổ Nguyên Phi \| \| \| \| \| \| \| \| \| \| \| \| \| \| \| \| \| \| \| \| \| \| \| \| \| \| \| \| \| \| \| \| \| \| \| \| \| \| \| \| \| \| \| \| \| \| \| \| \| \| \| \| |                                      |  |  |  |  |  |  |  |  |  |  |  |  |  |  |  |
| |                                      |  |  |  |  |  |  |  |  |  |  |  |  |  |  |  |
| | Hưng Tổ Trực Hoàng đế Phúc Mãn       |  |  |  |  |  |  |  |  |  |  |  |  |  |  |  |
| |                                      |  |  |  |  |  |  |  |  |  |  |  |  |  |  |  |
| |                                      |  |  |  |  |  |  |  |  |  |  |  |  |  |  |  |
| | Cảnh Tổ Dực Hoàng đế Giác Xương An   |  |  |  |  |  |  |  |  |  |  |  |  |  |  |  |
| |                                      |  |  |  |  |  |  |  |  |  |  |  |  |  |  |  |
| |                                      |  |  |  |  |  |  |  |  |  |  |  |  |  |  |  |
| | Trực hoàng hậu Hỉ Tháp Lạp thị       |  |  |  |  |  |  |  |  |  |  |  |  |  |  |  |
| |                                      |  |  |  |  |  |  |  |  |  |  |  |  |  |  |  |
| |                                      |  |  |  |  |  |  |  |  |  |  |  |  |  |  |  |
| | Hiển Tổ Tuyên Hoàng đế Tháp Khắc Thế |  |  |  |  |  |  |  |  |  |  |  |  |  |  |  |
| |                                      |  |  |  |  |  |  |  |  |  |  |  |  |  |  |  |
| |                                      |  |  |  |  |  |  |  |  |  |  |  |  |  |  |  |
| | Dực hoàng hậu                        |  |  |  |  |  |  |  |  |  |  |  |  |  |  |  |
| |                                      |  |  |  |  |  |  |  |  |  |  |  |  |  |  |  |
| |                                      |  |  |  |  |  |  |  |  |  |  |  |  |  |  |  |
| | Thái tổ Cao Hoàng đế Nỗ Nhĩ Cáp Xích |  |  |  |  |  |  |  |  |  |  |  |  |  |  |  |
| |                                      |  |  |  |  |  |  |  |  |  |  |  |  |  |  |  |
| |                                      |  |  |  |  |  |  |  |  |  |  |  |  |  |  |  |
| | Đô Đốc [Tham Sát]]                   |  |  |  |  |  |  |  |  |  |  |  |  |  |  |  |
| |                                      |  |  |  |  |  |  |  |  |  |  |  |  |  |  |  |
| |                                      |  |  |  |  |  |  |  |  |  |  |  |  |  |  |  |
| | Đô đốc A Cổ                          |  |  |  |  |  |  |  |  |  |  |  |  |  |  |  |
| |                                      |  |  |  |  |  |  |  |  |  |  |  |  |  |  |  |
| |                                      |  |  |  |  |  |  |  |  |  |  |  |  |  |  |  |
| | Tuyên hoàng hậu Hỉ Tháp Lạp thị      |  |  |  |  |  |  |  |  |  |  |  |  |  |  |  |
| |                                      |  |  |  |  |  |  |  |  |  |  |  |  |  |  |  |
| |                                      |  |  |  |  |  |  |  |  |  |  |  |  |  |  |  |
| | Đông Quả Cách Cách                   |  |  |  |  |  |  |  |  |  |  |  |  |  |  |  |
| |                                      |  |  |  |  |  |  |  |  |  |  |  |  |  |  |  |
| |                                      |  |  |  |  |  |  |  |  |  |  |  |  |  |  |  |
| | Tháp Mộc Ba Yến                      |  |  |  |  |  |  |  |  |  |  |  |  |  |  |  |
| |                                      |  |  |  |  |  |  |  |  |  |  |  |  |  |  |  |
| |                                      |  |  |  |  |  |  |  |  |  |  |  |  |  |  |  |
| | Thanh Thái Tổ Nguyên Phi             |  |  |  |  |  |  |  |  |  |  |  |  |  |  |  |
| |                                      |  |  |  |  |  |  |  |  |  |  |  |  |  |  |  |
| |                                      |  |  |  |  |  |  |  |  |  |  |  |  |  |  |  |

### Ngạch phò
Hà Hòa Lễ sinh vào năm Minh Gia Tĩnh thứ 45 (1561), hơn Cách cách 16 tuổi. Năm 26 tuổi (1587), ông thừa kế vị trí thủ lĩnh bộ lạc Đổng Ngạc. Năm Minh Vạn Lịch thứ 16 (1588), Hà Hòa Lễ đầu phục Nỗ Nhĩ Cáp Xích. Lúc đó, Hà Hòa Lễ đã có vợ (Phúc tấn Trác Nhĩ), nhưng Nỗ Nhĩ Cáp Xích vẫn muốn gả con gái cho. Bởi Cách cách là người được "Tứ vi Đích Phúc Tấn", nên nguyên phối của Hà Hòa Lễ bị hạ xuống thành Trắc Phúc Tấn.
Ngạch phò Hà Hòa Lễ là 1 trong những Hậu Kim khai quốc nguyên huân, sau khi chính quyền được thành lập, được phong làm Nhất đẳng Đại thần - 1 trong 5 Nghị chính đại thần cùng với Ngạch Diệc Đô, Phí Anh Đông, An Phí Dương Cổ và Hỗ Nhĩ Hán. Trong những năm Thiên Mệnh, ông thụ thế chức Tam đẳng Tổng binh quan (三等总兵官). Năm Thiên Mệnh thứ 9 (1624), Ngạch phò mất, thọ 64 tuổi. Sùng Đức Đế truy phong Tam đẳng Tử.
Năm Thuận Trị thứ 11 (1654), Thuận Trị Đế truy thụy Ôn Thuận (温顺), cho khắc công lao lên đá. Bên trong có "Tường thuật chuyện cũ, thương tiếc tiền huân", tán thưởng ông "[乃能益励忠诚] Có năng lực lại càng thêm trung thành, [封疆攸赖] bờ cõi được nhờ cậy, [始终尽瘁克襄王室] thủy chung tận tụy vì vương thất". Năm Ung Chính thứ 8 (1729), Ung Chính Đế gia phong hào Dũng Cần (勇勤).

### Hậu duệ
Trong 6 người con của Hà Hòa Lễ, Công Chúa sở sinh có ba người, đều được thụ phong trong những năm Khang Hy.
- Thứ tử: Đa Tích Lễ (多积礼)
- Tứ tử: Hòa Cố Đồ (和顾图)
- Ngũ tử: Đô Loại (都类)